# St. Medardus (Auenheim)

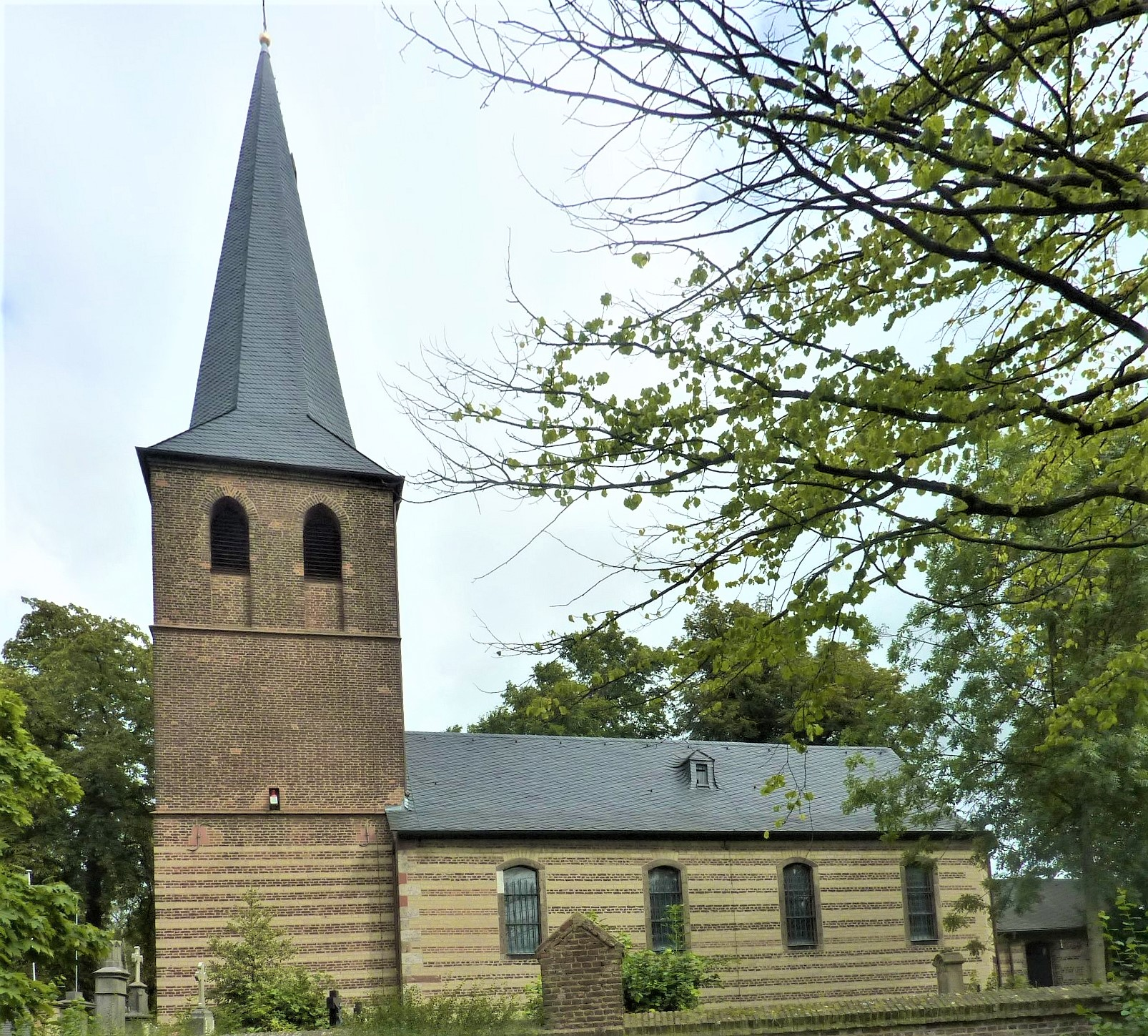
Auenheim, St. Medardus

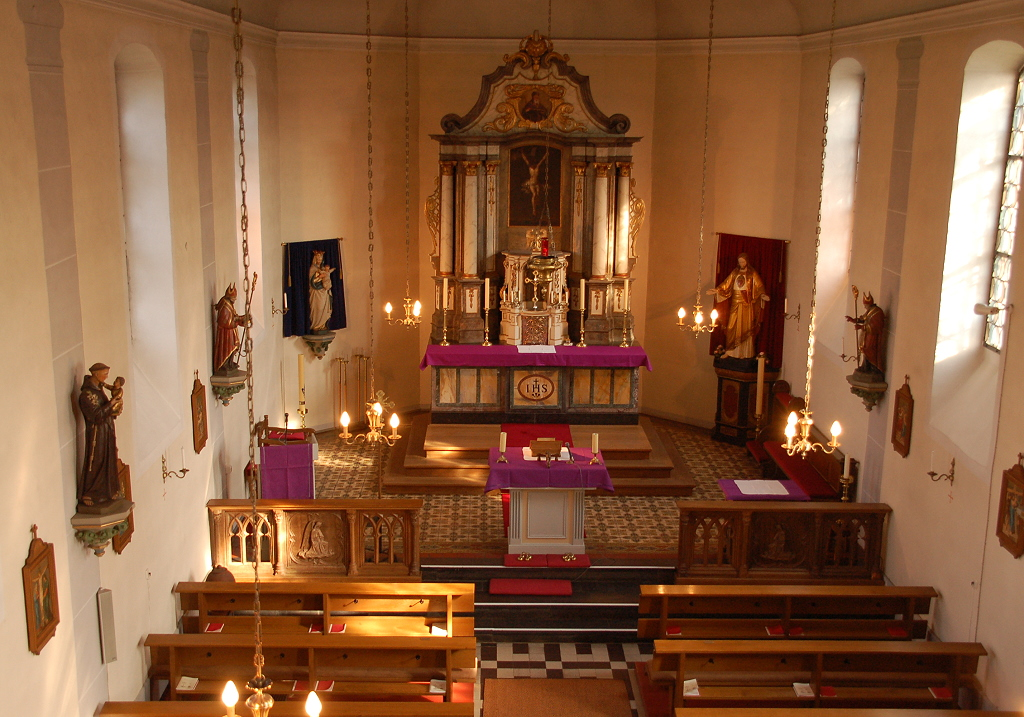
St. Medardus, Innenraum

St. Medardus ist eine römisch-katholische Kirche in Bergheim-Auenheim (Rhein-Erft-Kreis) in Nordrhein-Westfalen.

## Geschichte
Im Jahr 1187 wurde zum ersten Mal eine Kirche in Auenheim erwähnt. 1280 ging das Patronat vom Kloster Kamp und der Abtei Brauweiler auf die Kölner Deutschordenskommende St. Katharina über. 1282 wurde Auenheim als eigene Pfarrei genannt und auch im Liber valoris um 1300 erwähnt.
Um 1500 wurde der romanischen Kirche St. Medardus ein neuer spätgotischer Turm vorgesetzt. Der Turm zeigt im Untergeschoss den für die Region typischen Wechsel aus Tuff- und Ziegelsteinbändern, wie zum Beispiel St. Cosmas und Damian in Glesch oder St. Martinus in Nettesheim. Der ruinöse Zustand des Kirchenschiffes machte 1722 seinen schlichten einschiffigen Neubau mit dreiseitigem Chorschluss auf Kosten der Deutschordenskommende nötig. Auch der Neubau wurde im Wechsel der  Tuff- und Ziegelsteinbänder ausgeführt. Im Turm befindet sich eine Bronzeglocke aus dem Jahr 1521.